# Tillengrubenbach
Der Tillengrubenbach ist ein gut ein Kilometer langer, linker und südlicher Zufluss des Wurmbaches im unterfränkischen Landkreis Schweinfurt.

## Verlauf
Der Tillengrubenbach entspringt im Hesselbacher Waldland, das auch Schweinfurter Rhön genannt wird, auf einer Höhe von 338 m ü. NHN im nördlichen Breitschlag-Wald gut einen Kilometer südlich des Schonungener Ortsteils Abersfeld und knapp anderthalb Kilometer ostnordöstlich des Ortsteils Waldsachsen.
Der Bach fließt zunächst gut 200 m in westlicher Richtung in der Flur Unterer Breitschlag durch Laubwald und dreht dann nach Norden. 300 m bachabwärts verlässt er dann den Wald und betritt die offene Flur. Begleitet von einer dichten Baumgalerie zieht er nordwärts durch das Grünland der Flur Heiligenwiese am Osthang des Hopfenberges entlang und wird dann auf seiner linken Seite von einem namenlosen  Wiesenbach gespeist.
Der Tillengrubenbach mündet schließlich gut 300 m später auf einer Höhe von 308 m ü. NHN südlich des Dorfes Abersfeld von links in den aus Ostsüdosten kommenden Wurmbach.